# Mégazole
Le mégazole est le nom commercial d’un composé organique nitroimidazole, présentant une activité trypanocide dans le cas de la maladie de Chagas et de la maladie du sommeil.